# Африканска чума по свинете
Африканска чума по свинете (АЧС) (на английски: African swine fever, (ASF)) е високопатогенна инфекциозна болест по свинете, характеризираща се с висока заболеваемост.

## Исторически сведения за заболяването
Заболяването е разпространено в Субсахарска Африка. Тук то има ендемичен характер. Особено чувствителни са домашните прасета, докато дивите местни видове боледуват скрито без проявата на клинични признаци. В средата на ХХ век то напуска пределите на черния континент и попада в Европа, Карибските острови и най-вече Куба и Еспаньола (Доминиканска република).

### Хронология на разпространението на болестта в Европа и Кавказ
За първи път болестта прониква в Европа през 1960 г. Това се случва в Португалия при внос на свинско месо от Ангола. Тя бързо намира гостоприемници сред иберийската свиня – порода, подобна на полудивата източно-балканска свиня. Няколко месеца по-късно болестта е регистрирана в Испания отново сред представителите на полудивата иберийска порода прасета.
През 1967 г. заболяването е регистрирано в Италия, след като прасета са изхранвани с кухненски отпадъци, събирани от летището в Рим. През 1978 г. АЧС е установена на остров Малта. Първичното огнище е причинено в резултат на изхранването с кухненски отпадъци от корабите. Поради широкото разпространение на болестта се налага унищожаване на цялото поголовие от свине на острова. През 1978 г. АЧС е установена на остров Сардиния сред полудиви свине, отглеждани при пасищни условия. Източник на вируса са хранителни отпадъци, консумирани от представители на тези свине на паркинги по протежение на магистралата, свързваща Каляри със Сасари. АЧС и до днес е ензоотично заболяване на територията на острова.
През 1986 г. АЧС е регистрирана и в Нидерландия. Заболяват свине от две стада, изхранвани с кухненски отпадъци от болници и ресторанти. Болестта е ликвидирана, след като са унищожени 6641 животни. Една година по-късно болестта е регистрирана и в Белгия. Предполага се, че заболяването е проникнало в страната посредством колбаси, закупени от белгийски турист в Португалия. Заразени са 12 ферми с 33 763 свине.
През 2007 г. АЧС е регистрирана в района на пристанищния град Поти, Грузия. Първоначално болестта е смятана за циркувирусна инфекция и едва два месеца по-късно е установена точната диагноза. Много бързо тя се разпространява из цялата страна и до края на годината са регистрирани 72 огнища. Същата година АЧС прониква от Грузия в Армения и Чечения в Русия. В Армения възникват 71 огнища през 2007 г. и 25 през 2008 г., докато в Чечения заболяването прониква с диви свине. През 2008 г. болестта прониква и в Азербайджан, Северна Осетия, Ингушетия, Краснодарски край, Ставрополски край и значително отдалечената от тях Оренбургска област.
През 2009 г. АЧС е установена отново в Чечения, Ставрополския и Краснодарския край и Ростовска област. АЧС е проблем за всички страни от Задкавказието и Южна Русия. Това създава реални рискове от проникването на вируса в България главно с фериботната връзка Бургас – Поти и чартърни полети от Армения и Грузия до летищата във Варна и Бургас.
През 2011 – 2012 г. заболяването прониква в Беларус от където посредством диви свине прониква в началото на 2014 г. в Литва, Полша и Латвия. През септември същата година заболяването е регистрирано и в Естония.

## Разпространение
Заболяването е разпространено във всички страни на юг от Сахара до северен Трансваал. Среща се в страни от Карибския басейн в Централна Америка, страни от Западна Европа и Кавказкия район.

## Етиология
Африканската чума по свинете се причинява от ДНК вирус, класифициран към семейство Iridoviridae, но по-късно е отделен в ново семейство, наречено Asfarviridae. Името на семейството идва от първите букви на израза „African Swine Fever And Related Viruses“. Вирусът е единствен представител от съставния род Asfivirus. Вирулентността на вируса варира в зависимост от щамовете, макар и да не е възможно да се идентифицират различни серотипове. Той е много устойчив в изпражненията на заразени свине, в свински трупове, в прясно свинско месо и в някои продукти от свинско месо. Трябва да се използват подходящи дезинфекционни средства, за да се инактивира в околната среда.

## Епизоотология
Боледуват домашни и много видове диви прасета в Африка, Европа и Америка. Заразяването става посредством:
- пряк контакт с болни прасета и заразени помещения, транспортни средства, дрехи и работен инвентар;
- заразяване по алиментарен път при консумация на заразено месо и продукти и кухненски отпадъци, съдържащи такива;
- кърлежи от род Ornithodoros;[3]
- спермата на заразени нерези.

### Възприемчивост
Африканската чума по свинете засяга всички членове на семейство Suidae, обитаващи териториите, в които е разпространена. Възприемчиви са домашната свиня, дива свиня, брадавичеста свиня, четкоуха свиня, гигантска горска свиня и пекари в Америка. С явни клинични признаци боледуват домашната и дивата свиня. Останалите диви видове не показват клинични признаци и се смята, че те са предимно резервоар на вируса в дивата природа.

## Клинични признаци
Инкубационният период при отделните животни продължава от 5 до 15 дни. Среща се в остра, подостра и хронична форма като разликата се състои главно във вирулентността на вируса. При свинете, които клинично се възстановяват след инфекцията, вирусът се отделя от организма от четиридесет до шестдесет дни и те стават вирусоносители. Вирусът на АЧС е бил изолиран от заразени свине до шест месеца след инфектирането. Вирусът се запазва в помещения при 20 °C до 120 дни; върху замърсени с фекалии дъски през зимата до 200 дни; в почвата до 160 дни; в трупове до 75 дни; върху тухли замърсени с кръв до 110 дни; във фекалии при температура от 2 до 4 °C до 160 дни; в урина до 60 дни; във водоеми до 180 дни; в замразено месо до 1000 дни; в колбаси до 50 дни.

### Остра форма
Появява се висока температура (над 40 °C) и се придружава от следните симптоми: депресия, загуба на апетит, ускорено и затруднено дишане, секреция от носа и очите. Свинете имат смущения в координацията на движенията. При женските има риск от аборт във всеки стадий на бременността. Често се наблюдава повръщане или запек, други имат кървава диария. По крайниците и ушите се появяват подкожни кръвоизливи. Често настъпва кома и смърт. Заболеваемостта и смъртността може да достигнат 100%.

### Подостра форма
Тази форма се среща при свине от ендемични райони. Субакутната инфекция се характеризира с пристъпи на променлива температура, депресия и пневмония. Възможно е да настъпи смърт в резултат на сърдечна недостатъчност.

### Хронична форма
Хроничната форма на болестта се среща по-рядко. Често могат да се наблюдават вторични бактериални инфекции. Тъй като клиничните признаци на хроничната АЧС не са специфични, много други болести спомагат за установяване на диференциална диагностика. Не всички животни показват непременно повишаване на телесната температура, но поне една част от свинете на заразеното стопанство имат температура.

## Диагноза

### Патологоанатомични изменения
Постморталната картина разкрива типичен хеморагичен синдром с кръвоизливи. Наблюдава се кървава течност в гръдния кош и коремната кухина, потъмнял и увеличен далак, кръвоизлив в лимфните възли, които приличат на кървави съсиреци, малки червени петна от кръвоизливи в бъбреците, коремните серозни ципи, стомашната и чревна лигавица, сърцето (епикарда и ендокарда), хидроторакс и петехиални кръвоизливи на плеврата.
При субакутната форма на болестта, уврежданията са подобни на тези, които се наблюдават при острата форма, но са по-слабо изразени. Характерните увреждания са големи кръвоизливи в лимфните възли, бъбреците и далака, белодробна конгестия и оток, интерстициална пневмония.

### Лабораторна диагноза
- Вирус изолация от кръвен серум, далак, бъбрек или лимфен възел.
- Имунофлуоресценция на антиген от заразена тъкан.
- PCR.
- Серологично доказване на антитела в кръв от прасета взета 8 до 21 дена след инфекцията.
- ELISA.
- Индиректна флуоресценция.
- Имуноблотинг.
- Имуноелектрофореза.[5]